# Страны-изгои
«Страны-изгои» (англ. rogue states — букв. «государства-хулиганы») — спорный термин, используемый американскими политиками в адрес некоторых других стран.

## История
Концепция «стран-изгоев» была разработана после того, как завершилась холодная война и роль СССР в качестве угрозы безопасности США снизилась. Чтобы обосновать сохранение высоких расходов на военные цели, председатель Объединённого комитета начальников штабов США Колин Пауэлл предложил перенаправить американское военное планирование с глобальной войны с СССР на региональные войны — по его мнению, США должны были иметь армию, которая способна одновременно успешно вести две региональные войны.
Собственно термин «rogue state» начал использоваться в американской внешней политике в ходе войны в Персидском заливе (1990—1991), проводимой в президентство Джорджа Буша-старшего (1989—1993): утверждалось, что Ирак разрабатывает ядерное, биологическое и химическое оружие, хотя против разработки таких видов оружия имелся мировой консенсус, а потому Ирак был помещён США в категорию «стран-изгоев». Позднее США также поместят в категорию «стран-изгоев» Иран, Ливию и КНДР. (Проф. С. С. Сулакшин отмечал, что в этот список следовало бы отнести и бывшую Югославию.)
Представление, что «страны-изгои» представляют серьёзную угрозу американской безопасности, направляло военное планирование и, в значительной мере, дипломатию США на протяжении 1990-х годов. Так, во время первого срока Билла Клинтона (1993—1997) министр обороны США Лес Аспин также продвигал идею, что США должны иметь возможность вести две региональных войны одновременно. США стремились изолировать Иран и Ирак при помощи стратегии двойного сдерживания, а также ввели экономические санкции против этих двух стран и против Ливии.
Во время второго срока Билла Клинтона (1997—2001) американская внешняя политика стала отходить от использования доктрины «стран-изгоев». Одной из причин этого было небольшое число «стран-изгоев», которое не росло, а потому было сложно обосновывать военную стратегию США с их помощью; другой причиной были внутриполитические трудности, которые вызывало использование этого термина в адрес КНДР одновременно с ведением переговоров о прекращении разработки КНДР ядерного оружия.
Концепция официально прекратила использоваться администрацией Клинтона в 2000 году. При первом президентстве Джорджа Буша-младшего (2001—2005) концепция была возрождена в новом виде, как понятие «ось зла», включающее в себя Иран, Ирак и КНДР.

## Описание
Термин использовался по отношению к странам, которые, как утверждалось в США, разрабатывали оружие массового поражения (КНДР, Иран, Ирак, а также в меньшей степени Ливия и Сирия), проявляли агрессию по отношению к другим странам или имели прямое или косвенное отношение к терроризму (Иран, подозреваемый в поддержке Хезболлы в Ливане; Ирак при Саддаме Хуссейне, необоснованно подозревавшийся в связях с Аль-Каидой; Ливия при Муаммаре Каддафи, взорвавшая Boeing 747 над шотландским городом Локерби; КНДР; Судан, бывший площадкой для нескольких исламистских террористических групп); Сирия, поддерживающая ХАМАС и другие палестинские группировки).
Не все страны, называемые «странами-изгоями», проявляют общие схемы поведения, из-за чего использование термина является спорным, а его границы — неопределёнными. Страны, называемые «странами-изгоями», — это, обычно, незападные, бедные, авторитарные, нехристианские государства, бывшие «клиентскими государствами» СССР до его распада. При этом в список «стран-изгоев» входят государства, стремящиеся к региональному доминированию (Иран, Ирак, Ливия, Сирия), и при этом имеющие слабые или нулевые дипломатические связи с США. При этом риторика о «странах-изгоях» использовалась американскими политиками для объяснения причин наложения экономических санкций, в особенности против Ирака, а также в качестве оправдания использования военной силы по отношению к ним.
Критики использования термина отмечают, что он говорит больше о том, кто его использует, чем о тех, в адрес кого его используют, а также что он используется для самоутверждения и признания недействительной политической и идеологической инаковости. При этом государства, называемые США «странами-изгоями», с большей вероятностью укореняются во враждебности по отношению с США и их союзникам, в то время как его использование затрудняет проведение в их отношении какой-либо внешней политики, помимо враждебной.